# Guvernér
Výraz guvernér (z lat. gubernator, franc. gouverneur) je česky vládce nebo místodržící a původně označoval osobu, jež na určitém teritoriu zastupovala panovníka, kterému daná země podléhala. Guvernér stál také v čele civilní správy a měl tak značnou faktickou moc.

## Kolonie, závislá území
Náčelník koloniální správy se nazýval guvernér, případně u rozsáhlých a členitých držav ještě vrchní či generální guvernér. Jednalo se zejména o zámořské kolonie či nezávislejší dominia, patřící například Británii, Španělsku, Francii, Portugalsku a dalším.
Také např. v Kanadě, v Austrálii nebo na Novém Zélandu stál původně generální guvernér v čele koloniální správy a zodpovídal se panovníkovi. Když se tyto země postupně uvolňovaly z koloniálního panství a získávaly větší samostatnost, stal se guvernér titulem pro zástupce panovníka (britského krále či královny) se stále menší výkonnou mocí, která přešla na volenou vládu.

## Federace, členské státy
Ve Spojených státech amerických má každý jednotlivý stát v čele svého voleného guvernéra, což je významná politická funkce. Úspěšní guvernéři často kandidují na úřad prezidenta.
Ruská federace je rozdělena na velké správní okrsky (gubernie), v jejichž čele stojí gubernátoři, jmenovaní prezidentem.

## Jiné významy
Guvernér je v některých zemích také titul nejvyššího představitele národní banky (Česká republika, Rakousko, Slovensko).
Jako guvernér se označoval nejvyšší velitel vojenské správy v dobytých či obsazených městech, územích nebo zemích, pokud se předpokládalo, že funkce je dočasná. Po obsazení Polska německou armádou v roce 1939 dostal zbytek země, který nebyl připojen k Německu ani k SSSR, název Generální gouvernement (Generalgouvernement).